# گریمیا (سرده)
گریمیا (سرده) (نام علمی: Grimmia) نام یک سرده از خانواده گریمیا است.